# Britt Lower

Britt Lower, 2022

Britt Lower (* 2. August 1985 in Heyworth, Illinois) ist eine US-amerikanische Schauspielerin in Film und Fernsehen. International bekannt wurde sie durch Filme wie The Shallow Tale of a Writer Who Decided to Write about a Serial Killer oder Darkest Miriam.

## Leben und Karriere
Brittney Leigh Lower wurde 1985 als Tochter von Steven Lower und der Schminkkünstlerin Mickey Lower in Heyworth im Bundesstaat Illinois geboren. Lower erwarb 2008 einen Bachelor of Science in Kommunikation und Theater an der Northwestern University. Ihre Darstellerlaufbahn begann sie noch im selben Jahr mit einem Auftritt in dem Kurzfilm Imogen unter der Regie von Matt Tomko. 2012 besetzte sie der Regisseur Chadd Harbold in seiner Kinoproduktion Revenge for Jolly! in dem Ensemble um Brian Petsos, Kristen Wiig, Elijah Wood, Oscar Isaac, Ryan Phillippe und Garret Dillahunt. Noch im gleichen Jahr spielte sie unter der Regie von Jay Anania in dem Thriller The Letter an der Seite von Winona Ryder, Josh Hamilton, Marin Ireland und James Franco. In den darauffolgenden Jahren sah man sie im Kino unter anderem in Max Finnerans Science-Fiction-Film The Shells, in der Filmproduktion Don’t Worry Baby von Regisseur Julian Branciforte neben John Magaro, Christopher McDonald und Dreama Walker oder in der Filmkomödie Sisters von Jason Moore mit Amy Poehler, Tina Fey, Maya Rudolph, James Brolin und Dianne Wiest. Für das Science Fiction Drama Domain von Regisseur Nathaniel Atcheson wurde sie 2017 beim FilmQuest Festival in der Kategorie Best Supporting Actress mit einer Nominierung geehrt. 2024 sah man sie an der Seite von Steve Buscemi und John Magaro in der Tragikomödie The Shallow Tale of a Writer Who Decided to Write about a Serial Killer von Regisseur Tolga Karaçelik. Noch im gleichen Jahr spielte sie in dem Liebesdrama Darkest Miriam die weibliche Hauptrolle unter der Regie von Naomi Jaye, ihr Filmpartner dort war der Schauspieler Tom Mercier.
Seit dem Jahr 2010 hatte sich Britt Lower auch dem Fernsehen zugewandt und spielte dort in Episoden von verschiedenen Serien, unter anderem in Big Lake, Unforgettable, Man Seeking Woman, Future Man oder Severance.
2020 schrieb sie das Drehbuch zu dem Kurzfilm Circus Person, bei dem sie auch Regie führte und eine kleine Gastrolle übernahm. Der Film wurde durch die Tatsache inspiriert, dass sie mit ihrer Mutter, einer Schminkkünstlerin, als Schminkduo aufgewachsen und zu zahlreichen Sommerfestivals gereist war. Körperkunst und Zirkuskunst sind für sie Kunst, die sie schon ein Leben lang verzaubert hatten. Für ihren Kurzfilm wurde sie 2020 mit dem Audience Choice Award beim Nashville Film Festival in der Kategorie Episodics ausgezeichnet.
Britt Lower arbeitete in der Vergangenheit mit Upright Citizens Brigade, einer Improvisations- und Sketch-Comedy-Gruppe, und ImprovOlympic, einem Improvisationstheater und Trainingszentrum im Zentrum von Chicago, zusammen.

## Auszeichnungen (Auswahl)
- 2017: Nominierung für den FilmQuest Cthulhu Award in der Kategorie Best Supporting Actress beim FilmQuest Festival für den Spielfilm Domain.
- 2020: Ehrung mit dem Audience Choice Award beim Nashville Film Festival in der Kategorie Episodics für den Kurzfilm Circus Person.

## Filmografie (Auswahl)

### Kino
- 2012: Revenge for Jolly!
- 2012: The Letter
- 2013: Mutual Friends
- 2013: Beside Still Waters
- 2015: The Shells
- 2015: Don’t Worry Baby
- 2015: Those People
- 2015: Sisters
- 2016: Domain
- 2017: Mr. Roosevelt
- 2020: Holly Slept Over
- 2024: The Shallow Tale of a Writer Who Decided to Write about a Serial Killer
- 2024: Darkest Miriam

### Fernsehen
- 2010: Big Lake (Fernsehserie, 7 Episoden)
- 2011: Betsy vs. New York (Fernsehserie, 1 Episode)
- 2011–2014: Unforgettable (Fernsehserie, 13 Episoden)
- 2012: A Gifted Man (Fernsehserie, 1 Episode)
- 2012: Law & Order: Special Victims Unit (Fernsehserie, 1 Episode)
- 2012: Window Dressing (Fernsehserie, 3 Episoden)
- 2012: Next Caller (Fernsehserie, 1 Episode)
- 2013–2014: Water with Lemon (Fernsehserie, 2 Episoden)
- 2015–2017: Man Seeking Woman (Fernsehserie, 30 Episoden)
- 2016: Bad Internet (Fernsehserie, 1 Episode)
- 2016: Casual (Fernsehserie, 7 Episoden)
- 2017: Wrecked – Voll abgestürzt! (Fernsehserie, 1 Episode)
- 2017: Pillow Talk (Fernsehserie, 4 Episoden)
- 2017–2018: Ghosted (Fernsehserie, 3 Episoden)
- 2017–2019: Future Man (Fernsehserie, 5 Episoden)
- 2018: The 5th Quarter (Fernsehserie, 1 Episode)
- 2018: WASP (Fernsehserie, 1 Episode)
- 2019: It’s Always Sunny in Philadelphia (Fernsehserie, 1 Episode)
- 2019: High Maintenance (Fernsehserie, 4 Episoden)
- 2022: American Horror Stories (Fernsehserie, 1 Episode)
- seit 2022: Severance (Fernsehserie, 17 Episoden)

### Kurzfilme
- 2008: Imogen
- 2010: Spark
- 2011: Benny to Benny
- 2012: The Worst
- 2012: Roomie
- 2013: One Trick Dieter
- 2014: Re: Jess
- 2016: How to Lose Weight in 4 Easy Steps
- 2016: Swell
- 2016: The Shadow Hours
- 2018: Faith
- 2018: Staycation
- 2018: A Civilized Life
- 2020: Circus Person (auch Regie und Drehbuch)